# 非洲殖民地

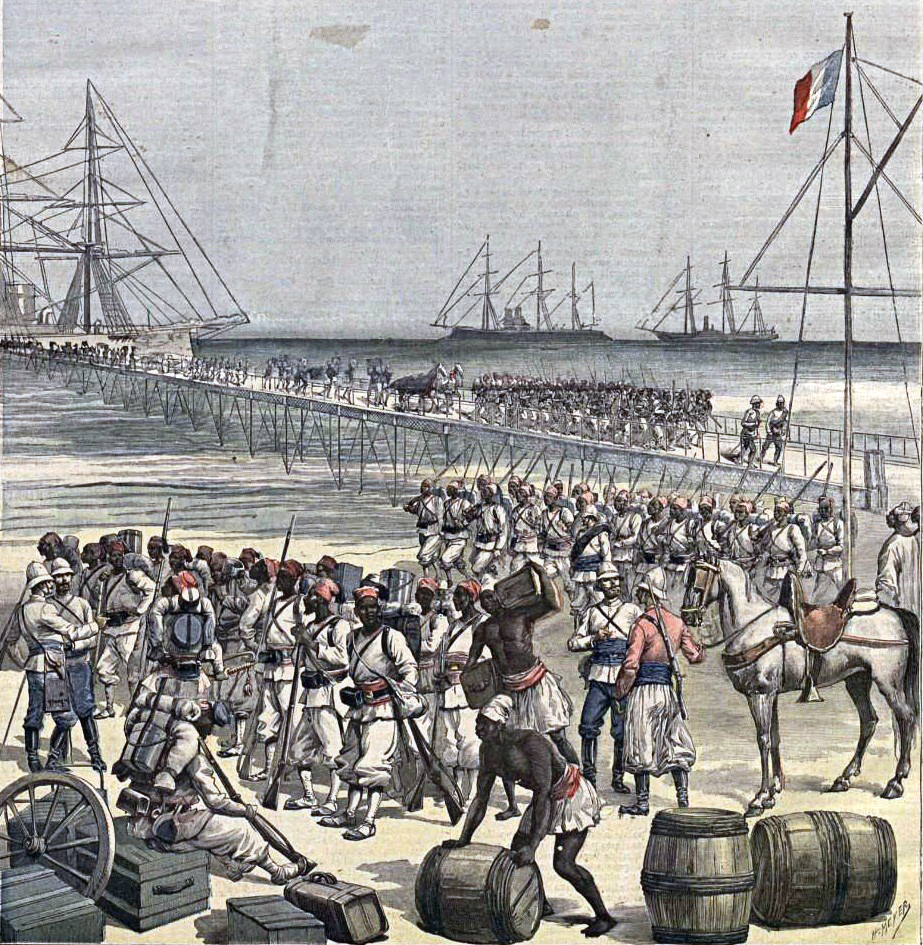
貝南的法國殖民軍

列強於非洲的殖民始於1415年，葡萄牙帝國佔領休達，至現今仍由西班牙管辖（歐洲國家仍控制非洲一些小島作為海外自治领土，例如法國的留尼汪島）。列強殖民非洲的高峰期約於19世紀末至20世紀初，約有95%非洲領土被列強侵佔，只有利比里亚和埃塞俄比亚仍然獨立。非洲殖民地於1947年開始陸續獨立，而（非洲獨立年）1960年，多數非洲国家脫離欧洲列強統治，象徵欧洲对非洲殖民時代的結束。

## 历史

### 早期非洲殖民地
罗马帝国時期，罗马於北非設立省，但並非殖民地。而西罗马帝国灭亡后，其非洲行省被东罗马帝国、法兰克帝国、西哥特王国等国家瓜分。
拜占庭帝國時期亦於於北非設立省。

### 西班牙和葡萄牙的非洲殖民

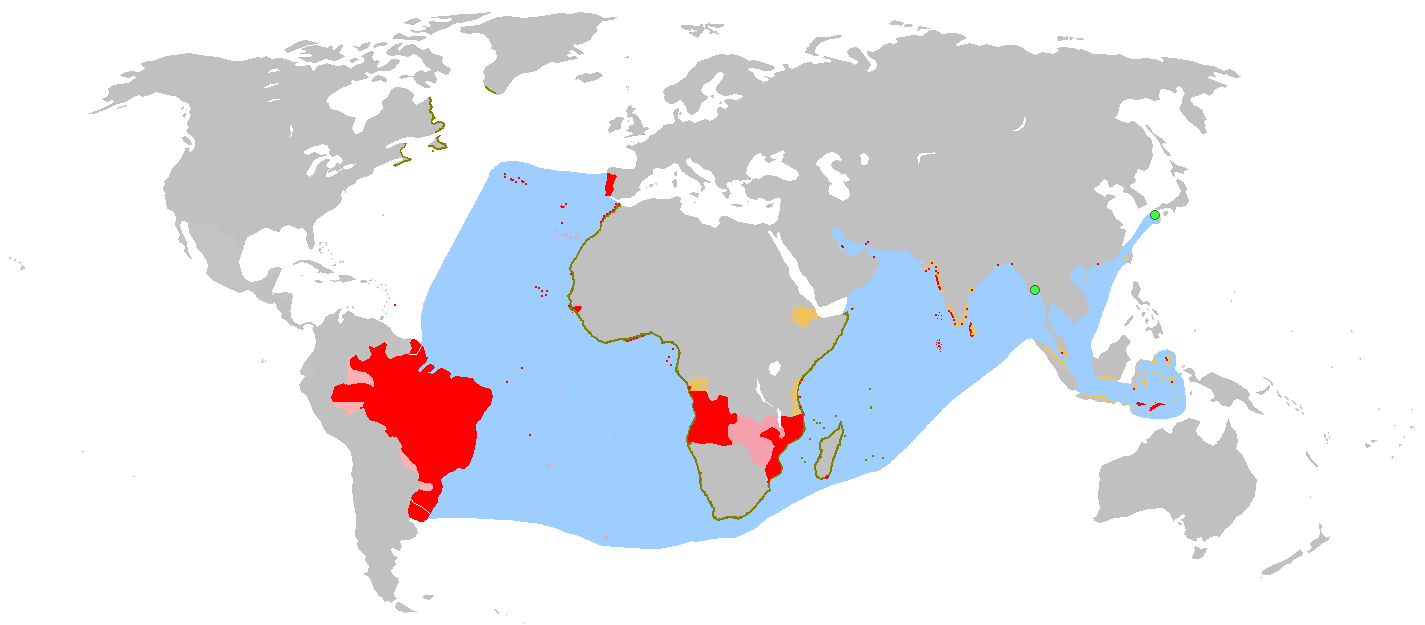
葡萄牙殖民帝國

此地圖標記着西班牙帝國的非洲殖民領地。

15世纪至17世纪為西班牙和葡萄牙對非洲沿海地區的局部佔領，殖民的面積不大，內陸也沒有受到殖民者的殖民。
近代的歐洲国家最早占领的首個非洲殖民地是由葡萄牙於1415年占领東北非洲的休达。该港原本属於摩洛哥，當時葡萄牙为了消滅当地的海盗、和控制经休达中转的西非黄金及象牙等貨品的进口，葡萄牙经过周密部署，終於占领了休达港。随后为了直接与出产黄金的西非黑人帝国建立联系，又沿非洲西部海岸前進，再占领了馬德拉、佛得角等非洲群岛。
随着文艺复兴在欧洲迅速发展，欧洲各國出现了对商业财富的野心。葡萄牙率先在非洲的沿海地區佔領了一些島嶼和滨海据点，作为前往印度的中途补给站，葡萄牙稱之為貿易點。而這些补给站實際是殖民地的前身。
但當時的非洲殖民只限在沿岸地區，設立貿易點，並未深入內陸。

### 鄂圖曼帝國的非洲殖民
同時於17世纪至20世纪之中，鄂圖曼帝國 亦於北非開始其殖民。
當時的鄂圖曼帝國擁有強大的武力，輕易佔領北非地中海沿岸及東非紅海沿岸，建立殖民地。當時的鄂圖曼帝國所佔據的北非殖民地包括埃及、的黎波里、阿爾及利亞、突尼西亞、摩洛哥、蘇丹、厄立特里亞、索馬利亞等。
到了19世紀，鄂圖曼帝國的北非領土逐漸被西歐列強瓜分，其東非領土亦被意大利、英、法等殖民強國所奪取。鄂圖曼帝國的非洲殖民時代正式完結於1912年，意大利佔領了其最後非洲殖民地——的黎波里。

### 非洲黑奴買賣開始
自17世纪，歐洲對奴隸有很大的需求。因此各國設立更多的商站、貿易點，以販賣黑奴為主。
从1442年起，葡萄牙人就率先把非洲的柏柏尔人在葡萄牙本土用作奴隶，成為黑奴買賣的先鋒。而西班牙人則从16世紀起开始把非洲黑奴用惡劣的方法运入美洲，從而賺取利潤。对奴隶贸易的大量需求促使西葡两国首先在西非洲的沿海建设了许多商站、貿易點（即小型殖民地），而且英国、 法国、荷兰、丹麦等新兴的歐洲资本主义国家也加入殖民非洲的行列。這些商站、貿易點主要是贩卖黑奴、象牙、黄金和辣椒。但是因為西非洲的海岸比較难以接近及当地的地貌气候不适合欧洲人居住，因此在此后几个世纪的时间里，欧洲对非洲的殖民只限于少数滨海据点、商站、貿易點，沒有進行大規模的領土佔領活動。當時在西非的殖民地基本上都属于资源掠夺型殖民地，並非領土掠夺型殖民地。
這個時期，歐洲列強開始設立黑奴公司，非洲殖民化開始增大。

### 英国、法国和荷兰的崛起

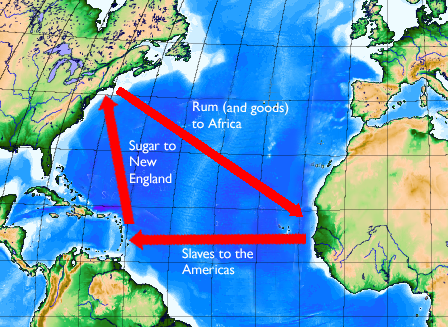
18世纪欧洲在非洲和美洲殖民地之间“大三角贸易”的航线

17世纪至18世纪中叶，西班牙和葡萄牙開始衰落，轉之是新興的资本主义国家代替其地位，開始其殖民非洲的時代。
於1526年，英国也开始了非洲黑奴贸易，設立商點。很快，丹麦和荷兰作为歐洲贸易中转国，也加入了黑奴贸易的行列，试图从中分一羹杯。瑞典、勃兰登堡、汉堡、库尔兰等小國也在这一时期崛起，她們亦都从事黑奴贸易，企圖從中取利。为此這些國家也在非洲海岸占领了一些据点，非洲殖民開始擴張。由于西非地区的本土经济都以采集狩猎为主，食物的生产量極度有限。歐洲殖民者为了供應黑奴在贩途中的伙食，殖民者又在这些据点周围开辟了新的农业地区，从欧洲和美洲引进新的作物如甘薯、薯蓣，作為糧食的供應。

### 非洲殖民地的萎缩
工业革命时代使歐洲國家工業化，原本的黑奴已不再需要，致使非洲殖民地停止增長。
工业革命後，非洲以生產蔗糖、烟草和販賣黑奴为主的殖民贸易已经因機器的出現而不再令殖民國家賺取相當的利潤。工业国家对棉花、羊毛、铜、锡、煤炭等工业原料的急切需求取代了原本对消费品的需求，同时这些国家因本地市場已經飽和，因此急切需要在本国之外开辟市场，以銷售这些国家所生产的大量工业制品，從而賺取豐厚利潤。這時，英国还占领了非洲的开普殖民地（南非）。
由于法国大革命 的人权观念及宗教、人道和经济方面的各種原因，英国終於於1807年宣布奴隶贸易为非法易，停止了其黑奴贸易。此后荷兰、法国、瑞典、丹麦等国也一律宣布禁止了奴隶贸易，一律停止一切黑奴買賣。这一項措施使得各殖民国在非洲沿海的貿易点、商點不再重要而迅速消失萎缩。丹麦、荷兰更於19世纪中叶卖掉在西非沿海的所有貿易站。对黑奴的需求锐减，西葡在非洲的殖民力量及勢力範圍也迅速衰弱消失。
同時在北非，法国利用奧斯曼土耳其的衰败，及用藉口消灭北非海盗向阿尔及利亚、摩洛哥、突尼斯等土耳其附属国進行渗透攻擊，而海盗最活跃的阿尔及利亚則受到法國最沉重的打击，於1815年美国海军打败了阿尔及利亚的海军，而於1819年英荷联合舰队則炮轰了首都阿爾及爾城，法国也与阿尔及利亚发生多次武裝冲突，最終法国于1830年占领了阿尔及利亚的沿岸地區。
自1825年到1875年这段时间，除英法兩國外，欧洲国家征服新殖民地及擴展領土的活动基本已經停止，代之是向海外殖民地大規模移民的运动。而以英国的情况来说，英国首相迪斯雷利在1852年的一句话可以说是这一时期英国对殖民地态度的最好总结：“殖民地是挂在我们（英国）脖子上的沉重磨盘”。以英国在冈比亚和黄金海岸的两小块殖民地为例，其商业税收远远赶不上行政开销，英国议会几次建议缩小殖民地规模或将其完全抛弃，只是由于英国皇家海军西非分舰队需要在几内亚湾建立海军据点禁止奴隶贸易，英国才最终保留这两处地区。
但是，为了安置加勒比海诸岛被解放的黑人奴隶，英国在殖民地萎缩时期通过建立授权公司的形式，又开辟了塞拉利昂殖民地，美国殖民协会在同一时期开辟了利比里亚殖民地，法国则开辟了利伯维尔（今加蓬）殖民地，这些殖民地都被用来安置被释奴隶。
殖民地於這段時期迅速萎缩。

### 占领非洲殖民地的高潮

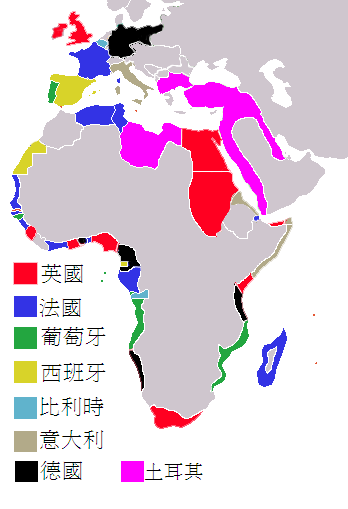
1885年的非洲殖民

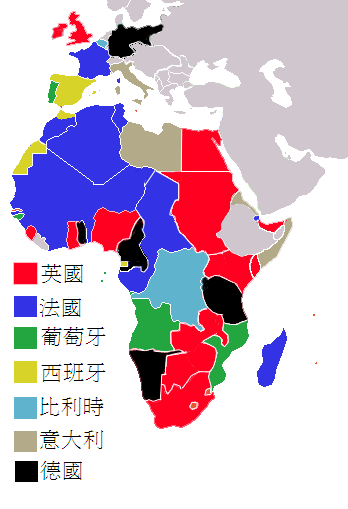
1914年的非洲殖民，可見相比1885年的非洲殖民，列強明顯地殖民了更多土地，並幾乎完全佔領非洲。

19世纪末至20世纪初是非洲殖民化的主要時期。非洲被完全殖民，由英、法、德、意、西、葡、比、奧斯曼帝國等列強完全瓜分。
自1870年普法战争结束、德国统一了之后，德国地理学家腓特烈·拉策尔（Friedrich Ratzsl）指出空间对于一个国家来说将會越来越重要，大国将會逐渐拓展，小国則变得无足轻重。世界历史对空间之要求越来越大，这个事实可以从各個重要的商业国家演变中看出：最弱小的威尼斯是一个城市，最後併進意大利；較強的荷兰是一个三角洲国家；強大的英国只是幾个岛；但新興的美国卻是一个大陆。各强国為了經濟原因，利用殖民、合并及征服等各種手段来拓展他们的空间、領土。英国帝国主义理论家哈尔夫·马金德爵士（Sir Halford Mackinder）也提出了类似的理论，指出一个国家必须实现自给自足來生存。控制原料产地的領土并将其变成产品输出市场，成为國家利益的战略需求。
从15世纪末到19世纪中叶，殖民主义国家在被称为“最后的大陆”、「黑暗大陆」的非洲占领的领土只有318万平方公里，而在19世纪最后的25年裡，因為非洲礦藏非常豐富，因此欧洲对于非洲的兴趣又再產生，欧洲列強在非洲迅速地占领了2569万平方公里的土地，使非洲完全陷於被殖民國瓜分的深淵中。
而且由于欧洲的迅速工业化和人口的急劇增加，欧洲列強对於植物纤维、植物油、橡胶和某些矿产资源等的需求大幅地增大，而且这些产品又可以用極廉价的工业品在非洲殖民地换取，因此欧洲列強对新原料的需求引起列強对非洲原料产地的激烈争夺戰。
殖民主义国家对非洲内地的殖民始于19世纪晚期法国在塞内加尔开创的逐步推进的方式，即以种植花生或油棕榈的大农场为前进的基地，利用药物治疗不同热带疾病，和利用当地土著组成的雇佣军，沿主要的河流向非洲中心腹地推进，这种擴張方式远比英国的沿海渗透方式有效得多，因此其他的殖民帝国家也效仿法國。1870年代，歐洲殖民者於南非发现價不菲的巨大的金刚石、黄金等能賺取豐厚利潤的矿产，又刺激了其餘殖民国家在非洲的其他地区探寻同类的矿藏，争夺的土地不再限于适宜种植农作物的稀少地区，荒地、沼泽、沙漠、雨林和无人区等非洲的一切地區都成为了殖民者争夺的对象。1884年-1885年的柏林会议上，明確指出了“只有实际占领才证明对一个殖民地擁有统治权”的原则，已占据非洲沿海地区的国家，如英、法、葡等國，迅速与当地土著酋长签订了协议和条约，把自己的殖民势力範圍扩大到内陆。而新兴建立的工业强国——德国、比利时和意大利也加入到对非洲殖民瓜分的競爭內。
从1885年至1900年，欧洲国家完成了对非洲的整體瓜分。除了埃塞俄比亚和利比里亚两个政治上独立的国家外，传统的非洲王国如达荷美、阿散蒂、索科托、布干达，以及由欧裔阿非利卡人建立的德兰士瓦和奥兰治自由邦等国家也沦为西方列強的殖民地或所謂的保护国（名義上獨立，實際上遭受殖民）。例如埃及王國雖然名义上为独立的国家，但實際上完全受英国的控制，埃及王國擁有的實權不多。

### 重新瓜分殖民地与两次世界大战
直至20世纪初，殖民国家及殖民地已占領非洲約95%的陆地面积。而各国的殖民地分布是非常不均衡的例如法國在西非幾乎完全佔領，但西班牙只有非洲沿海的少量殖民地。除了实力仍然維持强大的英国和法国外，早已衰落的西班牙、葡萄牙及新兴的德国和意大利仍然掌控不少非洲殖民地。随着争夺殖民地的手段轉趋激烈，各個主要殖民国家在19世纪末至20世纪初相继卷入一系列的外交和军事冲突，及殖民地的問題，如英、法、德之间的第一次摩洛哥危机和第二次摩洛哥危机。
从1900年至1914年第一次世界大战爆发前夕，各殖民国家都为了争夺新的殖民地或保护既有的殖民地領土而形成了极其复杂的利害冲突关系。
第一次世界大战以同盟国战败告终。作为惩罚之一，德国被剥夺了全部殖民地。
随着经济现代化、市场调整、城市化发展、社会文化进步、民族解放和反殖民主义运动的高涨情緒，到了1920年代时傳統的殖民主义体系已经大为削弱衰落，殖民国家已经明白不再可能通过战争的激烈手段来获得新的殖民地。战败国被剥夺的海外殖民地成为國際聯盟的委任统治地区，後又交给战胜国管理。虽然這些殖民地实质上仍是殖民地，但国际联盟的委任统治条款已经明確规定了受托国必须予殖民地居民的福利，并在适当的时候讓其独立。
到1930年代，世界出现了新的殖民主义思想——源于地缘政治理论的德國法西斯主义殖民观念及“生存空间”的概念。後來意大利和西班牙也陆续提出了“法西斯帝国主义”和“大西班牙主义”的口号。德國統領希特勒曾在其著作《我的奋斗》中指出他不主张德国从事海外扩张，认为在海外扩张不及在欧洲扩张对德国有利。但他后来却核准纳粹党的殖民地要求，并在1933年后支持德国殖民地运动派的殖民活动。
而於1935年發生意大利入侵埃塞俄比亚的战争。

### 第二次世界大战后殖民地的独立运动

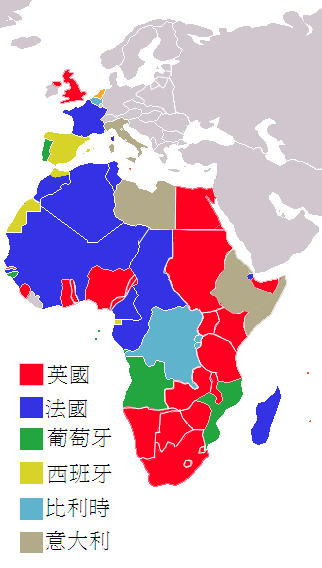
1939年的非洲殖民地

由于第二次世界大战的嚴重影响如經濟打擊、政局動蕩等，一战后残餘的各個主要殖民強国，如英、法、荷、比和意，在战爭結束後實力都被大大的削弱。在战争爆發期间，未被占领的盟国殖民地，如尼日利亚、比属刚果、东非等殖民地的民族工业都得到一定的新发展。同时，由于德国借煽動殖民地的民族主義獨立运动的方法来削弱盟国的實力，盟国的多片殖民地的解放运动在战争爆發期間也在轴心国的幫助下得到了一定的空前发展，奠定了未來非洲殖民地相繼獨立的基礎。
进入1950年代后，特别是1955年万隆会议之后，在已独立的殖民地和半殖民地国家的鼓勵之下，这一运动又发展到非洲。1956年第二次中东战争后，英国宣布了“从苏伊士以东撤退”的政策，英国在1957年至1963年间先后撤出桑給巴爾、肯尼亚和乌干达等非洲地區。這裡表示出歐洲國家在非洲的殖民正式衰退。
战爭后非洲国家的独立浪潮始源于1956年英埃共管苏丹和1957年加纳的自主独立。自1960年起，非洲殖民地独立运动更加达到最高潮，尤其是在1960年（非洲獨立年），非洲共有17个殖民地宣布正式独立，脫離宗主國。其中有13个国家更是原法國殖民地，3个国家是原英國殖民地（包括意属索马里），1个为原比属殖民地，大大削弱了殖民國控制殖民地的能力。至1960年代末，英国和法国所属的殖民地已经大部份宣佈独立，只有葡萄牙仍然在非洲保留有大片的殖民地，经过多年的战争及反抗殖民國，这些殖民地也在1970年代中后期独立。
自此，非洲殖民時代可算正式結束，但尚有少許非洲島嶼仍屬於歐洲國家，殘留著一些殖民的「遺跡」。

## 非洲殖民地列表

### 英國
- - 巴蘇陀蘭（萊索托）
  - 貝專納（博茨瓦納）
  - 英屬多哥蘭（加納一部分）
  - 英屬喀麥隆
  - 岡比亞（1821年併入塞拉利昂）
  - 黃金海岸（加納）
  - 埃及王國（埃及）
  - 肯亞
  - 毛里求斯
  - 尼日利亞
  - 北羅得西亞（贊比亞）
  - 尼亞薩蘭（馬拉維）
  - 南羅德西亞（津巴布韋）
  - 英屬索馬里蘭（索馬里北部）
  - 南非
  - 西南非洲（納米比亞）
  - 斯威士蘭
  - 蘇丹、英埃共管蘇丹
  - 坦噶尼喀（坦桑尼亞）
  - 桑給巴爾（坦桑尼亞）
  - 烏干達

### 法國
- - 毛里求斯
  - 留尼汪
  - 塞舌爾
  - 摩洛哥
  - 阿爾及利亞
  - 突尼西亞
  - 法屬西非
    - 毛里塔尼亞
    - 塞內加爾
    - 尼日爾
    - 法屬蘇丹（馬里）
    - 幾內亞
    - 科特迪瓦
    - 上沃爾特（布吉納法索）
    - 達荷美（貝南）

  - 法屬赤道非洲
    - 加蓬
    - 中非共和國
    - 剛果共和國
    - 查德

  - 多哥
  - 喀麥隆
  - 葛摩
  - 馬達加斯加
  - 馬約特
  - 印度洋斯卡達島
  - 坦桑尼亞
  - 吉布提

### 德國
- - 德屬東非（坦桑尼亞）
  - 盧旺達和布隆迪（盧旺達及布隆迪）
  - 維圖（肯尼亞）
  - 德屬西非
    - 喀麥隆
    - 多哥

  - 德屬西南非洲 （納米比亞）

### 意大利
- -     - 意屬索馬里蘭（南索馬里）
    - 意屬厄利垂亞
    - 意属阿比西尼亞（埃塞俄比亞）（短暫）
    - 意属突尼西亞（短暫，1942年意大利佔領法屬突尼西亞）
    - 意属利比亞

### 葡萄牙
- - 安哥拉
  - 阿爾金
  - 阿克拉
  - 卡賓達
  - 佛得角
  - 休達
  - 艾美拉
  - 畢爾科島
  - 黃金海岸
  - 幾內亞比索
  - 馬達加斯加
  - 梅斯卡尼群島
  - 馬林迪
  - 蒙巴薩
  - 摩洛哥
  - 莫桑比克
  - 基爾瓦·基西瓦尼
  - 聖約翰堡
  - 聖多美普林西比
  - 丹吉爾
  - 桑給巴爾
  - 濟金紹爾

### 丹麥
- - 西非黃金海岸的一部份貿易站

### 比利時
- - 剛果
  - 盧旺達和布隆迪
    - 盧旺達
    - 布隆迪

### 荷蘭
- - 南非一部份
  - 中西非沿海貿易點

### 西班牙
- - 西迪伊夫尼
  - 梅利利亞
  - 錫茲內羅斯城
  - 梅切拉卡發
  - 戈梅拉島
  - 奧蘭
  - 阿爾及爾
  - 貝賈亞
  - 的黎波里
  - 突尼斯
  - 休達

### 土耳其
- - 埃及
  - 的黎波里
  - 突尼斯
  - 阿爾及利亞
  - 卡薩拉
  - 澤泣
  - 北索馬利亞

### 美國
- - 利比里亞

### 瑞典帝國
- - 瑞屬黃金海岸

### 俄羅斯
- - 薩加洛（位於吉布提的一個港口）

## 非洲各國成為殖民地年份列表
| 利比里亚              | 1461年（葡萄牙）1824年（美國）                           |
| 埃及                  | 1517年（土耳其）1882年（英國）                           |
| 利比亚                | 16世紀中葉（土耳其）1912年（意大利）                     |
| 南非                  | 1806年或1814年（英國）                                   |
| 摩洛哥                | 1912年（法國）                                           |
| 蘇丹                  | 1821年（埃及、英國）                                     |
| 突尼斯                | 1881年（法國）                                           |
| 加納                  | 1481年（荷蘭）1896年（英國）                             |
| 幾內亞                | 1890年（法國）                                           |
| 喀麥隆                | 1884年（德國）1919年（法國、英國）                       |
| 多哥                  | 1884年（德國）1916年（法國、英國）                       |
| 馬達加斯加            | 1895年（法國）                                           |
| 剛果民主共和國        | 1906年（比利時）                                         |
| 索馬里                | 1840年（英國）1889年（意大利）                           |
| 貝寧                  | 1894年（法國）                                           |
| 尼日爾                | 1900年前或1922年（法國）                                 |
| 布吉納法索 （上伏塔） | 1919年（法國）                                           |
| 科特迪瓦              | 1893年（法國）                                           |
| 乍得                  | 1900年（法國）                                           |
| 中非共和國            | 1894年（法國）                                           |
| 剛果共和國            | 1880年（法國）                                           |
| 加蓬                  | 1885年（法國）                                           |
| 塞內加爾              | 1850年代（法國）                                         |
| 馬里                  | 1880年（法國）                                           |
| 毛里塔尼亞            | 1912年（法國）                                           |
| 尼日利亞              | 1914年（英國）                                           |
| 塞拉利昂              | 1808年（英國）                                           |
| 阿爾及利亞            | 17世紀（土耳其）1830年（法國）1905年（法國完全佔領）     |
| 蒲隆地                | 1899年（德國）1916年（比利時）                           |
| 盧旺達                | 1907年（德國）1916年（比利時）                           |
| 烏干達                | 1894年（英國）                                           |
| 肯尼亞                | 1895年（英國）1920年（正式成為英國殖民地）               |
| 坦桑尼亞              | 1880年（德國）1919年（英國）                             |
| 馬拉維                | 1891年（英國）                                           |
| 贊比亞                | 1895年（英國公司）1924（英國）                           |
| 岡比亞                | 1888年（英國）                                           |
| 博茨瓦纳              | 1885年（英國）                                           |
| 萊索托                | 1806年（英國）                                           |
| 赤道幾內亞            | 1499年（葡萄牙）1778年（西班牙）                         |
| 毛里求斯              | 1638年（荷蘭）1715年（英國）1814年（正式成為英國殖民地） |
| 斯威士蘭              | 1850年代（英國）                                         |
| 幾內亞比索            | 1915年（葡萄牙）                                         |
| 安哥拉                | 1575年（葡萄牙）                                         |
| 佛得角                | 1462年（葡萄牙發現）16世紀（葡萄牙）                     |
| 科摩羅                | 1841年（法國）                                           |
| 莫桑比克              | 1505年（葡萄牙）                                         |
| 聖多美普林西比        | 1493年（葡萄牙）                                         |
| 塞舌爾                | 1770年（法國）                                           |
| 吉布提                | 1883年（法國）                                           |
| 津巴布韋              | 1888年（英國）                                           |
| 納米比亞              | 1884年（德國）1915年（南非）                             |
| 厄立特里亞            | 1890年（意大利）1962年（埃塞俄比亞）                     |
| 南蘇丹                | 1899年（埃及、英國）1956年（蘇丹）                       |
| 衣索比亞              | 1890年（意大利保護國）                                   |
| 馬約特                | 1843年（法國）                                           |
| 留尼汪                | 1649年（法國）                                           |
| 休達                  | 1668年（西班牙）                                         |
| 加那利群島            | 1495年（西班牙）                                         |
| 馬德拉                | 1420年（葡萄牙）                                         |
| 梅利利亞              | 1497年（西班牙）                                         |
| 聖赫勒拿島            | 1645年（荷蘭）1659年（英國）                             |
| 佩雷希爾島            | 1415年（葡萄牙）1640年（西班牙）                         |
| 格洛里厄斯群島        | 1880年（法國）                                           |
| 特羅姆蘭島            | 1722年（法國）                                           |

## 独立年份
| 1847年 | 利比里亚（美國） |
| 1910年 | 南非联邦（英國） |
| 1922年 | 埃及王國（英國） |
| 1951年 | 利比亚（意大利） |
| 1956年 | 摩洛哥（法國、西班牙）、苏丹（埃及、英國）、突尼斯（法國）、英國撤出苏伊士运河並移交予埃及 |
| 1957年 | 加纳（英國） |
| 1958年 | 几内亚（法國） |
| 1960年 | 喀麦隆（法國、英國）、多哥（法國）、马达加斯加（法國）、刚果民主共和国（比利時）、索马里（意大利、英國）、贝宁（法國）、尼日尔（法國）、上沃尔特（法國）、象牙海岸（法國）、乍得（法國）、中非（法國）、 刚果 (布)（法國）、加蓬（法國）、塞内加尔（法國）、马里（法國）、毛里塔尼亚（法國）、尼日利亚（英國） |
| 1961年 | 塞拉利昂（英國） |
| 1962年 | 阿尔及利亚（法國）、布隆迪（比利時）、卢旺达（比利時）、乌干达（英國） |
| 1963年 | 肯尼亚（英國）、坦桑尼亚（英國） |
| 1964年 | 马拉维（英國）、赞比亚（英國） |
| 1965年 | 冈比亚 （英國） |
| 1966年 | 博茨瓦纳（英國）、莱索托（英國） |
| 1968年 | 赤道几内亚（西班牙）、毛里求斯（英國）、斯威士兰（英國） |
| 1974年 | 几内亚比绍（葡萄牙） |
| 1975年 | 安哥拉（葡萄牙）、佛得角（葡萄牙）、科摩罗（法國）、莫桑比克（葡萄牙）、圣多美和普林西比（葡萄牙）、西班牙撤出西撒哈拉並移交予摩洛哥 |
| 1976年 | 塞舌尔（英國） |
| 1977年 | 吉布提（法國） |
| 1980年 | 津巴布韦（英國） |
| 1990年 | 纳米比亚（南非） |
| 1993年 | 厄立特里亚（埃塞俄比亞） |
| 2011年 | 南苏丹（苏丹） |

* 埃塞俄比亚二战期間曾遭義大利王国軍队佔領，成为意属东非殖民地一部分
1. ↑  形式上独立，仍受英国控制，于1961年成立共和国，正式独立。
2. ↑  形式上独立，仍受英国控制，军队于1947年撤离，共和主義者在1953年推翻埃及王室成立共和国，1956年埃及军队控制蘇伊士运河。
3. ↑  意大利利比亞殖民地在1943年因為二戰北非戰場戰敗被盟軍佔領，其後利比亞由英法兩國進行軍事託管到1951年。
4. ↑  非洲独立年。